# 欧阳坚
欧阳坚（1957年9月—）。男，白族，云南剑川人，中华人民共和国政治人物。云南大学经济系政治经济学专业毕业，云南省社会科学院东南亚经济史专业经济学硕士，清华大学公共管理学院公共管理专业在职研究生学历，管理学博士。中国共产党第十八届中央委员会候补委员。曾任甘肃省政协主席、党组书记。

## 生平
1974年8月参加工作，1986年加入中国共产党。历任云南省社科院东南亚研究所研究员、办公室主任、所长助理、院办公室副主任；云南省计委副处长、处长、主任助理、副主任；中共丽江地委书记、市委书记；中宣部副秘书长兼文化体制改革和发展办公室主任、副部长；文化部副部长等职。
2011年9月，任中共甘肃省委副书记。2017年1月，当选甘肃省政协副主席。2018年1月，当选甘肃省政协主席、第十三届全国政协委员。2023年1月18日，卸任甘肃省政协主席。